# Kim loại yếu
Kim loại yếu gồm những nguyên tố hóa học Al, Ga, In, Sn, Tl, Pb, Bi, Fl; chúng nằm giữa kim loại và á kim trong bảng tuần hoàn. Vì đứng trước á kim trong bảng tuần hoàn nên các kim loại này sẽ có các tính chất vật lý như nhiệt độ nóng chảy...thấp hơn so với kim loại chuyển tiếp, tuy vậy thì độ âm điện của chúng cao hơn.
| H  |    |    |    |    |   |    |    |    |    |    |    |    |    |    |    |    |    | He |
| Li | Be |    |    |    |   |    |    |    |    |    |    |    | B  | C  | N  | O  | F  | Ne |
| Na | Mg |    |    |    |   |    |    |    |    |    |    |    | Al | Si | P  | S  | Cl | Ar |
| K  | Ca | Sc |    | Ti | V | Cr | Mn | Fe | Co | Ni | Cu | Zn | Ga | Ge | As | Se | Br | Kr |
| Rb |    |    |    |    |   |    |    |    |    |    |    |    | In | Sn | Sb | Te | I  | Xe |
| Cs |    |    | *  |    |   |    |    |    |    |    |    |    | Tl | Pb | Bi | Po | At | Rn |
| Fr |    |    | ** |    |   |    |    |    |    |    |    |    |    | Fl |    |    |    |    |